# 贞丰县
贞丰县是中华人民共和国贵州省黔西南布依族苗族自治州下属的一个县。面积1512平方公里，2002年人口34万。邮政编码562200，县政府驻珉谷街道。
东经105°25'-105°56'，北纬25°07'-25°44'。与之接壤的县市有：东边镇宁布依族苗族自治县、望谟县，南边安龙县、册亨县，西边兴仁县，北边关岭布依族苗族自治县。

## 历史
清朝雍正时，为興義府永丰州治所，嘉庆二年（1797年）改永丰州为贞丰州。

## 行政区划
贞丰县下辖5个街道办事处、9个镇、3个乡：
永丰街道、珉谷街道、丰茂街道、龙兴街道、双峰街道、龙场镇、者相镇、北盘江镇、白层镇、鲁贡镇、小屯镇、长田镇、沙坪镇、挽澜镇、连环乡、平街乡和鲁容乡。

## 交通
- 354国道过境。

## 特产
顶坛花椒：中国地理标志产品。